# Масерија Сасано (Потенца)
Масерија Сасано (итал. Masseria Sassano) је насеље у Италији у округу Потенца, региону Базиликата.
Према процени из 2011. у насељу је живело 93 становника. Насеље се налази на надморској висини од 809 м.